# 萨尔凯杰-奥卡夫
萨尔凯杰-奥卡夫（Sarkhej-Okaf），是印度古吉拉特邦Ahmadabad县的一个城镇。总人口23086（2001年）。

## 人口
该地2001年总人口23086人，其中男性12088人，女性10998人；0—6岁人口3345人，其中男1847人，女1498人；识字率65.40%，其中男性为73.71%，女性为56.27%。